# Бутусов, Юрий Николаевич
Ю́рий Никола́евич Буту́сов (24 сентября 1961, Гатчина, Ленинградская область — 9 августа 2025, Созопол, Болгария) — российский театральный режиссёр. Главный режиссёр и художественный руководитель Санкт-Петербургского академического театра имени Ленсовета (2011—2018), главный режиссёр Театра имени Е. Б. Вахтангова (2018—2022).

## Биография
Родился 24 сентября 1961 года в Гатчине.
Окончил Кораблестроительный институт (ЛКИ).
Некоторое время проработав по специальности, пробовал себя в разных профессиях, серьёзно занимался конным спортом.
В 1996 году окончил режиссёрский факультет Санкт-Петербургской государственной академии театрального искусства (мастерская профессора Ирины Малочевской).
С 1996 года по приглашению Владислава Пази работал режиссёром в театре им. Ленсовета.
Бутусов обратил на себя внимание уже студенческими работами — «Женитьба» Н. Гоголя (1995) и «Парадоксалист» по «Запискам из подполья» Ф. Достоевского (1996).
Дипломная работа «В ожидании Годо» Сэмюэла Беккета, выпущенная в Театре на Крюковом канале (1996), сделала Бутусова знаменитым: получила сразу две премии на фестивале «Золотая маска» и была отмечена высшим призом за режиссуру на петербургском фестивале «Рождественский парад». В спектакле играли Константин Хабенский, Михаил Пореченков, Михаил Трухин (заменил Олег Фёдоров) и Андрей Зибров, с которыми Юрий Бутусов впоследствии сделал ещё несколько спектаклей («Войцек», «Калигула», «Клоп», «Смерть Тарелкина», «Гамлет»).
Говоря о работе в Театре Ленсовета, режиссёр отмечал, что там ему «удалось создать внутри свой театр».
Вторым своим «ещё одним домом» он называл театр «Сатирикон». В 2002 году он был приглашён туда Константином Райкиным.
Первой его постановкой стала пьеса Эжена Ионеско «Макбетт». Актёры, с которыми он начинал работать в этом спектакле, почти в том же составе продолжили работать с ним и позже.
В 2011 году стал лауреатом премии «Золотая маска» в номинации «Драма / Работа режиссёра» за спектакль «Чайка» по одноимённой пьесе А. Чехова.
Прекратив с 2004 года свою режиссёрскую деятельность в театре им. Ленсовета, Юрий Бутусов возвращается в этот театр в феврале 2011 года в качестве главного режиссёра театра, где после долгого перерыва ставит преимущественно с молодой частью труппы спектакль «Макбет. Кино» по пьесе Шекспира «Макбет».
Постановки последних сезонов — «Все мы прекрасные люди» по пьесе И. Тургенева «Месяц в деревне», «Три сестры» А. Чехова. В репертуар театра включён спектакль «LIEBE. Schiller» по мотивам пьесы Ф. Шиллера «Разбойники», который вырос из студенческой работы режиссёрского курса Сергея Женовача в РАТИ—ГИТИС, где Юрий Бутусов преподавал.
С 20 ноября 2017 года — художественный руководитель театра имени Ленсовета.
6 марта 2018 года уволился с должности художественного руководителя театра им. Ленсовета по собственному желанию, указав в открытом письме, что административно-менеджерская структура, действующая в Театре им. Ленсовета и поддерживаемая Комитетом по культуре Санкт-Петербурга, блокирует его работу в этой должности.
В сентябре 2018 года приглашён на должность главного режиссёра Театра имени Евгения Вахтангова.
В сентябре 2020 года набрал свой первый режиссёрский курс в ГИТИСе. Преподавателями мастерской Бутусова стали Олег Долин, Александр Хухлин, Александра Урсуляк, Агриппина Стеклова, Надя Кубайлат.
Осенью 2022 года Бутусов взял отпуск за свой счёт, уехал в Западную Европу и в ноябре 2022 года во время нахождения в Париже уволился из театра в связи с принятием решения не возвращаться в Россию.
В 2023 году работал над спектаклем «Розенкранц и Гильденстерн мертвы» в Вильнюсе. В 2024 году поставил спектакли «Борьба за престол» в Тронхейме и «Гоголь. Портрет» в Риге.
Погиб вечером 9 августа 2025 года, утонув в Чёрном море во время отдыха в Созополе (Болгария).

## Спектакли
- 1995 — «Женитьба» Н. Гоголя / Студенческая работа
- 1996 — «Парадоксалист» по «Запискам из подполья» Ф. Достоевского / Студенческая работа
- 1996 — «В ожидании Годо» С. Беккета / Дипломный спектакль, поставленный в Театре «На Крюковом канале»
- 1997 — «Войцек»[13] Г. Бюхнера / Театр им. Ленсовета
- 1997 — «В ожидании Годо»[14] С. Беккета. Восстановлен / Театр им. Ленсовета
- 1997 — «Сторож» Г. Пинтера / Театр на Литейном
- 1998 — «Калигула»[15] А. Камю / Театр им. Ленсовета
- 2000 — «Клоп»[16] В. Маяковского / Театр им. Ленсовета
- 2001 — «Смерть Тарелкина» А. Сухово-Кобылина / Театр им. Ленсовета
- 2002 — «Старший сын»[17] А. Вампилова / Театр им. Ленсовета
- 2002 — «Вор» В. Мысливского / Театр им. Ленсовета
- 2002 — «Макбетт» Э. Ионеско / Театр «Сатирикон»
- 2002 — «Войцек» Г. Бюхнера / В Южной Корее
- 2004 — «Воскресение. Супер» братьев Пресняковых / Московский театр-студия под руководством Олега Табакова
- 2004 — «Ричард III» У. Шекспира / Театр «Сатирикон»
- 2004 — «Войцек» Г. Бюхнера. Новая редакция / Театр им. Ленсовета
- 2005 — «Гамлет» Шекспира / МХТ им. А. П. Чехова
- 2005 — «Преступление и наказание» Ф. Достоевского / Hålogaland Teater (Норвегия).
- 2006 — «Король Лир»[18] У. Шекспира / Театр «Сатирикон»
- 2007 — «Ромео и Джульетта» У. Шекспира / Hålogaland Teater (Норвегия)
- 2008 — «Человек = Человек» по пьесе Б. Брехта «Что тот солдат, что этот» / Александринский театр
- 2008 — «Чайка» А. Чехова / National Theatre of Korea, Сеул, Южная Корея
- 2009 — «Иванов» А. Чехова / МХТ им. А. П. Чехова
- 2010 — «Мера за меру» У. Шекспира / Театр имени Е. Б. Вахтангова
- 2011 — «Чайка»[19] А. Чехова / Театр «Сатирикон»
- 2012 — «Утиная охота» А. Вампилова / Национальный театр им. И. Вазова (София, Болгария)
- 2012 — «Макбет. Кино.»[20] по пьесе У. Шекспира «Макбет» / Театр им. Ленсовета
- 2013 — «Добрый человек из Сезуана»[21] Б. Брехта / Театр имени Пушкина
- 2013 — «LIEBE. Schiller»[22] по пьесе Ф. Шиллера «Разбойники» / Театр «ГИТИС» / Театр им. Вл. Маяковского / Театр им. Ленсовета
- 2013 — «Отелло»[23] по одноимённой пьесе У. Шекспира / Театр «Сатирикон»
- 2013 — «Все мы прекрасные люди»[24] по пьесе И. Тургенева «Месяц в деревне» / Театр им. Ленсовета
- 2014 — «Три сестры»[25] А. Чехова / Театр им. Ленсовета
- 2014 — «Кабаре. Брехт»[26] / Театр им. Ленсовета, в 2019 году спектакль убрали из репертуара театра Ленсовета[27]
- 2015 — «Бег»[28] М. Булгаков / Театр имени Е. Б. Вахтангова
- 2015 — «Город. Женитьба. Гоголь»[29] Н. В. Гоголь / Театр им. Ленсовета
- 2016 — «Сон об осени»[30] Ю. Фоссе / Театр им. Ленсовета
- 2016 — «Мама»[31] А. Волошина / Театр им. Ленсовета (Акция)
- 2016 — «Барабаны в ночи»[32] Б. Брехта / Театр им. Пушкина
- 2016 — «Комната Шекспира»[33] по пьесе У. Шекспира «Сон в летнюю ночь» / Театр им. Ленсовета
- 2017 — «Дядя Ваня»[34] А. Чехова / Театр им. Ленсовета
- 2017 — «Гамлет»[35] У. Шекспир / Театр им. Ленсовета
- 2018 — «Cyrano»[36] Эдмон Ростан / Aalborg Teater[англ.] (г. Ольборг, Дания)
- 2018 — «Человек из рыбы»[37] по пьесе Аси Волошиной / МХТ им. А. П. Чехова
- 2019 — «Пер Гюнт» по пьесе Г. Ибсена / Театр имени Е. Б. Вахтангова
- 2020 — «Сын» по пьесе Ф. Зеллера / РАМТ
- 2021 — «Король Лир» У. Шекспира / Театр имени Е. Б. Вахтангова
- 2022 — «Р» по пьесе Н. В. Гоголя «Ревизор» / Театр «Сатирикон»
- 2023 — «Розенкранц и Гильденстерн мертвы» по пьесе Т. Стоппарда / Вильнюсский старый театр
- 2024 — «Борьба за престол» по пьесе Г. Ибсена / Trøndelag Teater[англ.] (г. Тронхейм, Норвегия)
- 2024 — «Гоголь. Портрет» по пьесе Эстер Бол / Рижский русский театр им. Михаила Чехова

## Награды
- 1997 — высшая петербургская театральная премия «Золотой софит» в номинации «Лучший спектакль на малой сцене» за спектакль «Войцек» Театра им. Ленсовета.
- 1998 — Международная Премия К. С. Станиславского в номинации «Лучшая режиссёрская работа сезона» за постановку спектакля «Сторож» Гарольда Пинтера в Театре на Литейном.
- 1999 — Российская национальная театральная премия «Золотая маска» в номинации «Драма / Работа режиссёра» за постановку спектакля «В ожидании Годо» в Театре им. Ленсовета.
- 2006 — Театральная премия «Чайка» в номинации «Обыкновенное чудо» (лучший спектакль) за спектакль «Король Лир», театр «Сатирикон».
- 2012 — Российская национальная театральная премия «Золотая маска» в номинации «Драма / Работа режиссёра» за постановку спектакля «Чайка», Театр «Сатирикон», Москва.
- 2013 — премия «Хрустальная Турандот» (театральный сезон 2012—2013) за лучшую режиссуру спектакля «Добрый человек из Сезуана» в Театре имени Пушкина.
- 2013 — Благодарность Законодательного Собрания Санкт-Петербурга — за выдающиеся личные заслуги в сфере культуры и искусства в Санкт-Петербурге, многолетнюю успешную творческую деятельность, а также в связи с 80-летием со дня основания Санкт-Петербургского государственного бюджетного учреждения культуры «Санкт-Петербургский академический Театр имени Ленсовета»[38].
- 2014 — Российская национальная театральная премия «Золотая маска» — специальная премия жюри «За поиск уникального сценического языка в спектаклях „Макбет. Кино“ и „Добрый человек из Сезуана“».
- 2015 — Российская национальная театральная премия «Золотая маска» в номинации «Лучшая работа режиссёра в драме» за спектакль «Три сестры», Театр им. Ленсовета.
- 2015 — высшая петербургская театральная премия «Золотой софит» в номинациях «Лучший спектакль на большой сцене» и «Лучшая работа режиссёра» за спектакль «Город. Женитьба. Гоголь».
- 2016 — Премия «Петрополь» «За яркий режиссёрский почерк и актуальность в спектакле „Кабаре Брехт“».
- 2018 — Российская национальная театральная премия «Золотая маска» в номинации «Лучшая работа режиссёра в драме» за спектакль «Дядя Ваня», Театр им. Ленсовета.
- 2018 — Премия имени Андрея Вознесенского «Парабола» за спектакль «Барабаны в ночи».
- 2018 — Приз «за урок бескомпромиссной концептуальной режиссуры» фестиваля «Уроки режиссуры» в рамках Биеннале театрального искусства.
- 2018 — премия зрительских симпатий «Звезда Театрала» в номинации «Лучший спектакль. Большая форма» за спектакль «Гамлет», Театр им. Ленсовета.
- 2021 — Российская национальная театральная премия «Золотая маска» в номинации «Лучшая работа режиссёра в драме» за спектакль «Пер Гюнт», Театр имени Е. Б. Вахтангова.
- 2021 — премия зрительских симпатий «Звезда Театрала» в номинации «Лучший спектакль. Большая форма» за спектакль «Король Лир», театр имени Е. Б. Вахтангова.
- 2022 — приз «Большой хрустальный гвоздь» премии СТД РФ «Гвоздь сезона» 2022 года за спектакль «Сын», Российский академический молодёжный театр[39].

## Интервью
- Интервью «Петербургский театральный журнал» № 17, 1999
- Ольга Варганова. Пришла пора начать учиться Петербургский театральный журнал. № 51, 2008
- Вера Сенькина. «Петербург накладывает большой отпечаток на способ мышления» «Новые Известия», 18.11.2014
- Елена Смородинова. «Я не изменяю театру» Журнал «Interview», 15.12.2016
- Анна Казакова. «Нарочно оригинальным не будешь» Kultprosvet.by, Декабрь 2016.
- Наталья Васильева. Юрий Бутусов: «Мне хочется, чтобы человек выходил из зала с надеждой» ИЗВЕСТИЯ, 07.07.2017
- Елена Коновалова. Юрий Бутусов: «Не приемлю разрушительный цинизм» «Экран и сцена», 23.08.2017
- Сергей Элькин. Интервью с Юрием Бутусовым, опубликованное накануне показа спектакля «Чайка» в рамках проекта «Stage Russia HD»Русско-американский онлайн-журнал «The Reklama» (сентябрь 2017 г.) (сентябрь 2017 г.)
- Марина Токарева. Юрий Бутусов: Мне не нравится культ силы и кричащие головы в телевизоре «Новая газета», 28.02.2018
- Андрей Архангельский «Энергия ненависти вырабатывается очень легко» Коммерсант.ru, 17.03.2018